# Alfred von Tirpitz
Alfred von Tirpitz, nemški admiral, * 19. marec 1849, Küstrin, † 6. marec 1930, Ebenhausen pri Münchnu.
Tirpitz je po letu 1898 vodil projekt gradnje nemške vojne mornarice. Menil je, da se bodo v bodočih vojnah izoblikovale nove velesile, pri čemer bo odločilno vlogo igrala močna mornarica. Njegovi pogledi so bili v tistem času logični, saj so si evropske države izoblikovale velike kolonialne imperije predvsem v Afriki in na Daljnjem vzhodu, te posesti pa so bile obvladljive le s pomočjo močne mornarice. 
Pri izgradnji vojne mornarice se je Nemško cesarstvo zapletlo v oboroževalno tekmo z ostalimi evropskimi državami in ZDA, predvsem pa z Združenim kraljestvom, takratno največjo pomorsko silo sveta
Tirpitz je poskušal za doseganje cilja izgradnje nemške vojne mornarice mobilizirati tudi javno mnenje, kar je uspelo ob uporabi modernih metod propagande. Preko prepričevanja volivcev, ki so pritisnili na parlamentarne stranke, da so v parlamentu podprle dolgoročne zakone o gradnji vojne mornarice. Leta 1898 so ustanovili Nemško društvo za floto, ki je okrepilo naklonjenost in Nemcev izgradnji vojne mornarice.